# Castello di Senieji Trakai
Il castello di Senieji Trakai era una fortificazione situata nella Vecchia Trakai, in Lituania.

## Storia
Il primo castello in mattoni con un piccolo fossato adiacente fu costruito dal granduca Gediminas, che trasferì la capitale della Lituania da Kernavė (o Voruta) a Trakai (l'odierna Senieji Trakai) prima del 1321. Le nozze del Granduca Kęstutis e Birutė furono tenute lì e fu il luogo di nascita del Granduca Vytautas nel 1350.
Il castello di Senieji Trakai fu distrutto dall'ordine teutonico nel 1391, successivamente abbandonato e mai ricostruito poiché una nuova fortificazione venne eretta a Trakai da Kęstutis. Le rovine del castello andarono ai monaci benedettini per decisione di Vitoldo nel 1405. Si presume che l'attuale edificio del monastero, risalente al XV secolo, sia stato realizzato sui resti del castello di Gediminas.
La ricerca archeologica sul tumulo della fortezza di collina effettuata nel 1996-1997 in un perimetro vasto 400m², ha confermato, tramite il reperimento dei resti rinvenuti localmente, l'esistenza di un antico muro di cinta muraria rettangolare, il quale circondava la collina. Si suppone che gli edifici residenziali avessero occupato l'area vicino alla chiesa e al sagrato.